# Bonaduz
Bonaduz (rm. Panaduz) – miejscowość i gmina w Szwajcarii, w kantonie Gryzonia, w regionie Imboden. Leży nad Renem. 

## Demografia
W Bonaduz mieszka 3 468 osób. W 2020 roku 14,3% populacji gminy stanowiły osoby urodzone poza Szwajcarią. 

## Transport
Przez teren gminy przebiegają autostrada A13 oraz droga główna nr 13.